# Wolfgang Zelger
Wolfgang Zelger (prima menzione 1570 – marzo 1593) è stato un politico e condottiero svizzero.

## Biografia
Di religione cattolica, residente a Buochs e figlio di Ludwig Zelger, iniziò la sua carriera come commissario a Bellinzona tra il 1570 e il 1572. Nel 1570 sposò Margreth Stulz, figlia di Marx Stulz. Nel 1572 fu sotto il comando di Melchior Lussi capitano dei mercenari al servizio di Venezia. Successivamente si mise al servizio dei francesi e nel 1573 partecipò all'assedio di La Rochelle, per poi far parte nel 1575 alla sanguinosa sconfitta di Die assieme al reggimento Lanthen-Heid.
A Nidvaldo fu diverse volte inviato speciale presso la Dieta federale, ricoprì per cinque volte il ruolo di Landamano tra il 1574 e il 1593, e nel 1578 fu inviato in Francia per reclamare il pagamento degli arretrati sul soldo e le pensioni. Tra il 1582 e il 1584 divenne Balivo della Turgovia, e nel corso di questo incarico si rifiutò di applicare le decisioni del nunzio sull'organizzazione del convento di Münsterlingen. Morì nel 1593, durante il suo ultimo mandato di Landamano.